# Apertura de la boca y los ojos

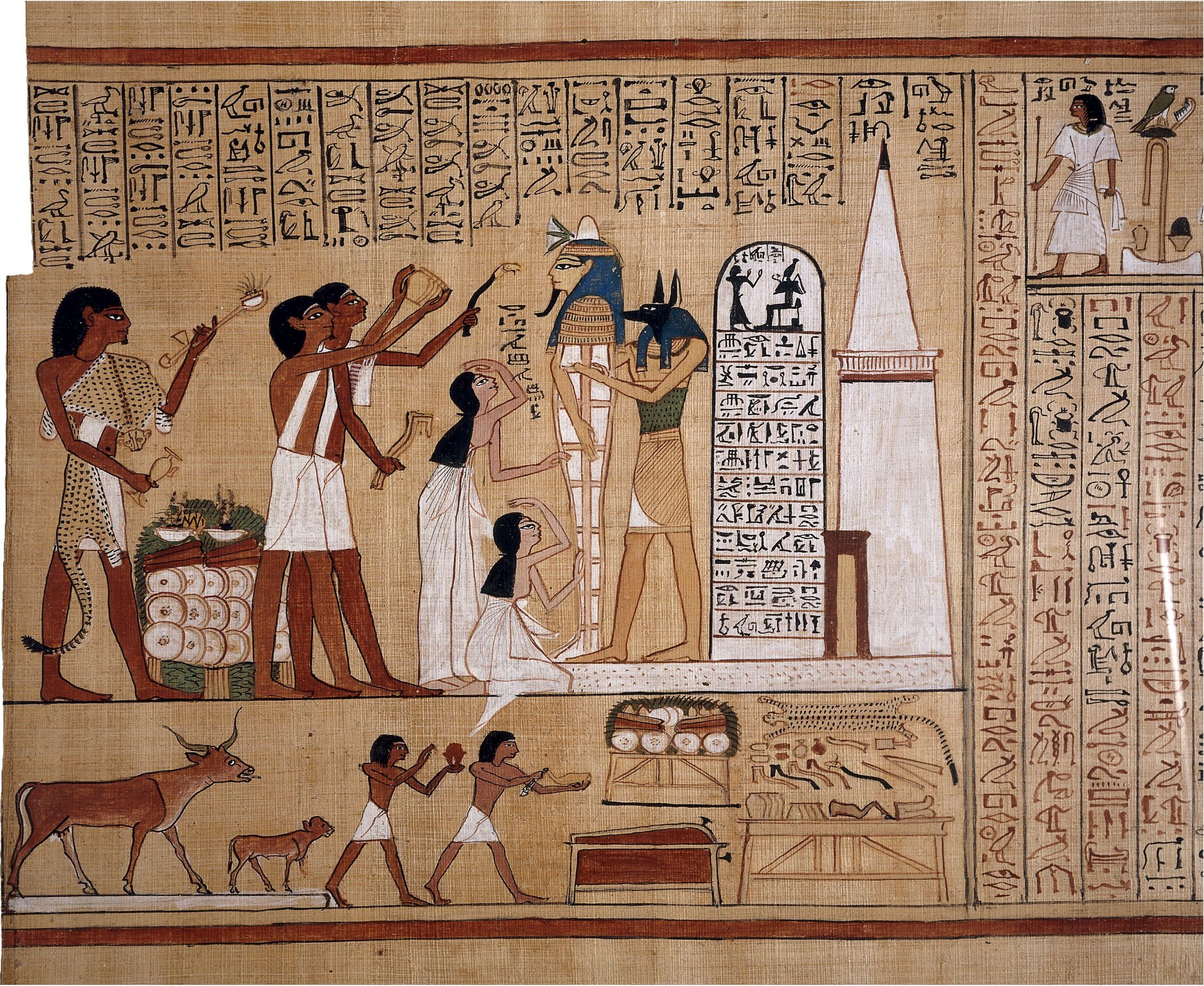
Libro de los muertos de Hunefer, en el que su momia, atada por un Sacerdote de Anubis, recibe el ritual de la apertura de la boca practicada por varios sacerdotes.

La apertura de la boca y los ojos o abreviadamente, apertura de la boca fue un ritual del Antiguo Egipto que se describe en textos funerarios como en los Textos de las Pirámides, mediante el cual, se devolvía (o se otorgaba) el uso de la boca y los ojos, es decir, las facultades por las que se manifiesta la vida.

## Magia funeraria
Los antiguos egipcios creían que para que el alma de una persona pudiera sobrevivir en la vida futura necesitaría comida y agua. Para ello, preparaban un ritual especial de "Apertura de la boca" cuyo objetivo principal era que el fallecido pudiese comer y beber de nuevo en la otra vida.
El ritual, denominado por los egipcios uep-rá, implicaba la animación simbólica de una estatua o una momia del fallecido mediante la magia de la apertura de la boca y los ojos para que pudiera respirar, comer, ver y hablar. Pero también se hacía esta ceremonia simbólica con los templos, los ushebtis y con las representaciones de las divinidades o de los animales sagrados como los escarabeos.
Hay evidencias de este ritual desde el Imperio Antiguo de Egipto, donde originalmente se pretendía animar las estatuas de los dioses y los faraones, realizándose en el taller sagrado Het Nub, sin intervención de ningún sacerdote. Durante el Imperio Nuevo de Egipto, se realizaba primeramente en la sala de embalsamamiento del difunto y finalmente, como la última de las ceremonias en el funeral, después de que los familiares, sacerdotes y plañideras acompañaran al cortejo hasta la tumba y allí, la momia era sometida de nuevo a este ritual. Este ceremonial se seguiría llevando a cabo hasta el período romano.
El ritual era muy elaborado y podía durar varios días si se realizaba a un cadáver procedente de la clase más pudiente. Estaba dirigido por el sacerdote sem, en representación de Horus, hijo de Osiris y del hijo primogénito del difunto, o por el propio hijo. 
Consistía básicamente en la utilización de diversos utensilios especiales, como una especie de azuela ceremonial, una especie de cuchillo en forma de cola de pez en sílex, obsidiana u otro material, llamado peseshkef, un cuchillo en forma de cabeza de serpiente llamado uerhekau en el Episodio 27 o incluso con la pata del ternero previamente sacrificado durante el funeral. Con ellos, se tocaba los orificios del cuerpo momificado, como la boca, los ojos, la nariz o los oídos para que quedaran abiertos de nuevo y el difunto pudiera recuperar el uso de sus sentidos para, principalmente, comer, beber, hablar y ver. 
Al mismo tiempo, el rito estaba acompañado de ceremonias de purificación, quema de incienso, unción de ungüentos en la cara y diversas partes del cuerpo, sacrificios y otros actos que variaban en función del objeto a abrir.
La ceremonia podía alcanzar hasta 75 "episodios" diferentes, en su versión más completa, incluyendo los siguientes pasos:
- Episodios 1-9. Ritos preliminares.
- Episodios 10-22. Animación de la estatua.
- Episodios 23-42. Ofrendas de carne procedentes del Alto Egipto.
- Episodios 43-46. Ofrendas de carne procedentes del Bajo Egipto.
- Episodios 47-71. Banquete funerario.
- Episodios 72-75. Rituales de clausura.

El Libro de los Muertos también contiene un hechizo para este proceso, que el difunto puede usar en sí mismo:
Mi boca es abierta por Ptah,
Las ligazones de mi boca son soltadas por el dios de mi ciudad.
Tot ha venido totalmente equipado de hechizos,
Desata las ligazones de Seth de mi boca.
Atum me ha dado mis manos,
Se colocan como guardianes.
Me es dada mi boca,
Mi boca es abierta por Ptah,
Con ese cincel de metal
Con la que abrió la boca de los dioses.
Soy Sejmet-Wadjet que habito en el oeste del cielo,
Soy Sahyt entre las almas de On.

## Conexiones con el Salmo 51
Los paralelismos entre la apertura de la boca y el Salmo 51 se señalan en el "Salmo 51 y la ceremonia de la Apertura de la boca ("Psalm 51 and the 'Opening of the Mouth' Ceremony"), de Benjamin Urrutia, Scripta Hierosolymitana: Publicaciones de la Universidad Hebrea de Jerusalén, volumen 28, páginas 222-223 (1982). Los paralelismos son: 
- Menciones de lavado ritual con hierbas especiales (Salmo 51:2,7).
- Restauración de huesos rotos (versículo 8).
- "Oh Señor, abre mis labios" (versículo 15).
- Sacrificios (versículos 16, 17 y 19).